# Haunting Ground
Haunting Ground (wydana w Japonii jako Demento) – gra wyprodukowana i wydana przez Capcom na platformę PlayStation 2 w 2005 roku.
Postacią sterowaną przez gracza jest Fiona Belli, nastolatka, która z nieznanego powodu znalazła się w klatce wewnątrz starego zamku. Nie mając pojęcia jak się tam znalazła i gdzie jest zaczyna chodzić po zamku w poszukiwaniu odpowiedzi.
Fiona nie jest uzbrojona, może jedynie uciekać i ukrywać się. Szybko znajduje owczarka niemieckiego imieniem Hewie, który na jej rozkaz atakuje przeciwników lub pomaga jej w inny sposób.